# Adoretus fusculus
Adoretus fusculus är en skalbaggsart som beskrevs av Fahraeus 1857. Adoretus fusculus ingår i släktet Adoretus och familjen Rutelidae. Inga underarter finns listade i Catalogue of Life.